# Izaskun Aramburu
Izaskun Aramburu Balda (* 29. Dezember 1975 in Donostia-San Sebastián) ist eine ehemalige spanische Kanutin.

## Leben
Izaskun Aramburu Balda wurde im Baskenland in Donostia-San Sebastián geboren und ruderte während ihrer Karriere für den in der östlichen Nachbarstadt Irun beheimateten Verein SD Santiagotarrak. Sie konnte mit ihren Teamkolleginnen Ende der 1990er-, Anfang der 2000er-Jahre erfolgreich an internationalen Wettkämpfen teilnehmen. Neben dem Titel im Kajak-Zweiter bei den Europameisterschaften 1997 über 500 Meter mit Beatriz Manchón gelang ihr selbes auch bei den Weltmeisterschaften 1999 in Mailand (ebenfalls mit Manchón) und 2001 (mit Sonia Molanes). 
Sie nahm für Spanien an den Olympischen Sommerspielen in Atlanta und Sydney teil, verpasst jedoch beide Male eine Medaille. 1996 landete sie sowohl mit dem Kajak-Zweier, als auch dem Kajak-Vierer auf Platz 6, 2000 in Sydney reichte es im Kajak-Vierer für Platz 8.
Izaskun Aramburu wurde Anfang 2020 in die neu gegründete spanische Hall of Fame des Kanusports aufgenommen.